# Dingo pralesní
Dingo pralesní (Canis lupus hallstromi), známý také jako novoguinejský zpívající pes nebo novoguinejský divoký pes je příbuzný psa dinga, který se vyskytuje převážně v Nové Guineji. Žije většinou divoce, ale jeho předci byli domestikovaní psi. Ti přijeli na Novou Guineu s lidmi z jihovýchodní Asie. Dokazují to nedávno[kdy?] provedené genetické výzkumy, které toto tvrzení potvrzují. Označení „zpívající pes“ má původ ve vysokém zvuku podobném jódlování, který tito psi vydávají. Přestože se jedná o divoce žijící zvíře, není výjimkou, že jej na některých místech najdeme i jako domácího mazlíčka a společníka do rodiny. Existují pouze dvě fotografie, které zachycují dingy pralesní ve volné přírodě.

## Historie a klasifikace

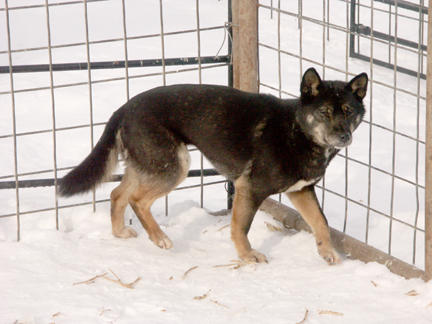
Tmavě zbarvený pralesní dingo

První zmínky o pralesním dingovi se objevily v roce 1897 na Nové Guineji. V té době je přírodovědci zabíjeli, aby je později mohli studovat a klasifikovat. Úplně první zabitý jedinec tohoto poddruhu byl zastřelen sirem Williamem MacGregorem na hoře Scratchley v nadmořské výšce 2 133 metrů.
MacGregor poslal kůži i kostru, zachované v alkoholu, do Queenslandského muzea. Jednalo se o tmavě zbarveného psa (samce) menšího vzrůstu, asi 29 cm na výšku. Měl drobné bílé znaky na krku, hrudi a špičce ocasu. O další studování těchto psů se postaral samotný MacGregor, profesor Wood Jones nebo profesor Longman.
V roce 1956 získali Albert Speer a JP Sinclair pár pralesních dingů v údolí zvaném 'Lavanni Valley', v jižní provincii Highlands na Papui Nové Guineji. Psi byli posláni siru Edwardu Hallstromovi, který zřídil centrum na studium zvířat v Nondugi a později i v zoo v Sydney.
Pralesní dingy ale bylo poměrně těžké klasifikovat a správně je zařadit. V roce 1958 přezkoumal Ellis Troughton oba psy ze zoo Taronga v Sydney. Následně je klasifikoval jako samostatný druh a ten pojmenoval Canis hallstromi (na počest sira Edwarda Hallstroma). Pralesní dingové byli pak ještě mnohokrát klasifikováni jinak, třeba jako Canis lupus hallstromi nebo Canis familiaris hallstromi. 
V současné době najdeme pralesního dinga pod latinským názvem Canis lupus hallstromi. Zda je současná klasifikace správná se stále spekuluje, a i když je tento poddruh oficiálně oddělen od Canis lupus familiaris, někteří přírodovědci mluví o novoguinejském zpívajícím psu jako o psím plemeni.

## Popis

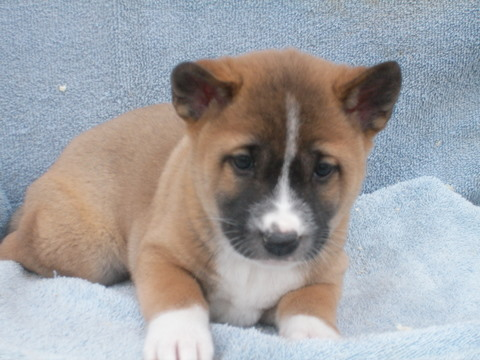
Štěně narozené na podzim roku 2010

Ve srovnání s jinými druhy z rodu Canis je dingo pralesní popisován jako pes s poměrně krátkýma nohama a širokou hlavou. Dosahují průměrné výšky 31 až 46 cm, samice jsou trochu menší. Váží od 9 do 14 kg v závislosti na ročním období a úspěšnosti lovu. Nemají zadní paspárky.
Páteř a končetiny těchto psů jsou velmi flexibilní; dingo pralesní své nohy může roztáhnout do strany až na 90°, podobně jako například norský lundehund. Mohou také lépe pohybovat předními i zadními tlapami než psi domácí, což jim umožňuje šplhat na stromy, nemají ale tak dobré lezecké schopnosti jako například liška šedá.
Oči jsou mandlového tvaru, většinou tmavě jantarové až tmavě hnědé. Mohou s nimi vidět jasně i za šera. Uši jsou vztyčené, špičaté a dobře osrstěné. Dingo s nimi může otáčet dopředu i dozadu a slyšet tak i vzdálené zvuky. Ocas je huňatý, dlouhý, s bílou špičkou nebo znaky.

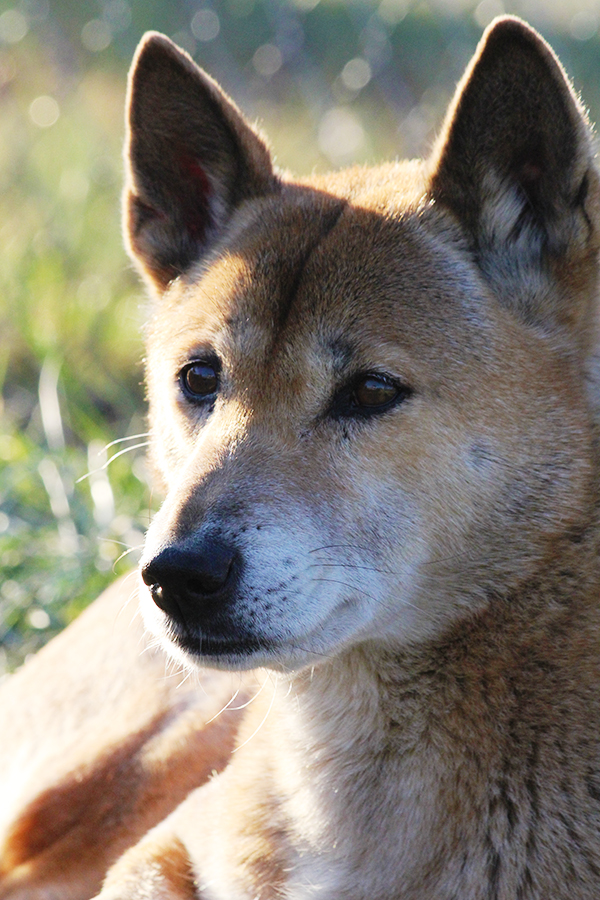

### Srst
Mláďata (štěňata) se rodí s tmavě čokoládovou srstí a se zlatými skvrnkami. Ve věku šesti týdnů se pak začínají vybarvovat a ve čtyřech měsících je přeměna srsti dokončena. Dospělí psi jsou černí, černí s pálením nebo hnědí a většinou mají po těle rozesety i bílé skvrnky. Na stranách krku mohou mít zlatavé pruhy srsti. Čenich zůstává u většiny psů černý až do věku sedmi let, kdy začne pomalu šedivět. Nosní houba je vždy černá.

## Chování
Obecně se dá říct, že dingo pralesní nevykazuje oproti ostatním zvířatům z rodu Canis žádné abnormální chování. Některé výrazy a postoje sdílí se psem domácím. Jsou aktivní za soumraku nebo v noci, přes den většinou ve stínu odpočívají. V roce 1988 uskutečnil Tim Flannery pozorování těchto psů a vyvodil, že jsou extrémně plaší a bázliví. Žijí většinou v menších skupinkách nebo v párech. Dingo pralesní je převážně mrchožrout, ale běžně loví i větší vačnatce (často klokany), hlodavce, ptáky nebo sbírá ovoce. Jsou ale silně teritoriální.

### Rozmnožování

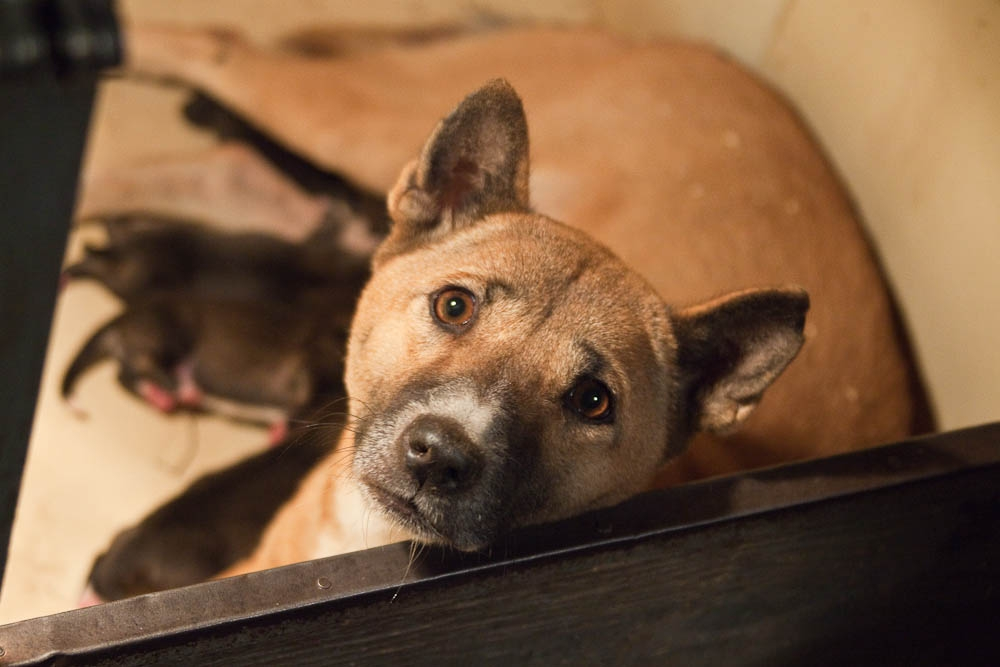
Fena se štěňaty

U psů v zajetí bylo zjištěno, že jsou feny připraveny k rozmnožování jednou ročně, většinou na začátku srpna. Během období rozmnožování jsou samci agresivnější a své samice si chrání. Pokud se na jejich území objeví jiný pes, budou se ho snažit vyhnat i za cenu těžkých zranění. Pár týdnů před porodem začne fena hloubit mělkou jámu, kde následně porodí štěňata, většinou je to vrh o jednom až šesti štěňatech.

## Dingo pralesní v českých zoo
Jediná evropská zoo, která chová dingy pralesní, se nachází v Česku, konkrétně v Plzni. Zde žije několik psů dingo. V roce 2014 se zde narodila čtyři štěňata. Pak také dingo Novoguinejský, který je chován v zoo Zlín. Nejvíce jedinců lze najít v zoologických zahradách ve Spojených státech.